# Asian Club Championship 1972
De Asian Club Championship 1972 (eigenlijk: Aziatisch Toernooi voor landskampioenen) zou de vijfde editie van de Asian Champions Cup worden. Het toernooi, dat in Teheran in Iran gespeeld zou worden, werd door de Asian Football Confederation afgelast omdat de helft van de deelnemers zich hadden teruggetrokken.

## Deelnemers

### Groep A
- Hong Kong Rangers (trok zich om financiële redenen terug)
- Maccabi Netanya
- Korea University

### Groep B
- Persepolis
- Port Authority of Thailand
- Qadsia SC (weigerde tegen Maccabi Netanya te spelen)
- Racing Beiroet (weigerde tegen Maccabi Netanya te spelen)